# 大沙河水库
大沙河水库也稱孔雀湖国家湿地公园位于中国粤港澳大湾区，广东省江門市开平市，是一座以供水、灌溉为主，兼顾发电功能的大（二）型水库。是一座以保育、教育为主，集观光旅遊于一体的国家級生态湿地公园。
大沙河水库位于潭江上游，是开平市最大的水库，江门市第三大水库，广东省第四大国家级湿地。大沙河水库，由于水体形态恰似一只孔雀，湖中又有152个大小不一、犹如一片片孔雀羽毛的岛屿而得“孔雀湖”美称。

2016年12月30日，国家林业局正式发文，批准广东江門市开平孔雀湖国家湿地公园开展试点建设。
2022年12月，国家通过广东省江門市开平孔雀湖国家湿地公园，且授予“国家湿地公园”称号。

## 生態

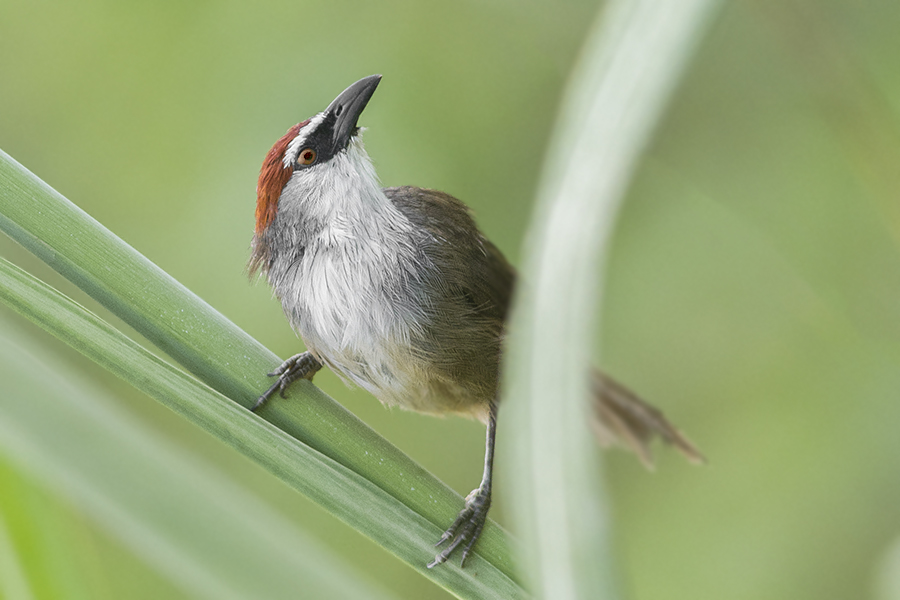
画眉

中國國家林業局資料統計，开平孔雀湖國家濕地公園園區記录有野生維管植物604種，其中瀕危野生動植物種國際貿易公約附录II有见血青和高斑葉蘭；国家重点保护野生植物有巴戟天；國家II級保護野生植物有樟樹；野生脊椎動物共278種（属国家重点保护动物、珍稀濒危动物约20种），省级重点保护动物有白鹭、池鹭等；国家II级重点保护动物有褐翅鸦鹃、画眉、虎紋蛙、蟒等；国家I级重点保护动物有小灵猫等。2020年11月，首次发现仙八色鸫，属国家II级重点保护动物。